# Microdon purpureus
Microdon purpureus är en tvåvingeart som först beskrevs av Hull 1937.  Microdon purpureus ingår i släktet myrblomflugor, och familjen blomflugor.
Artens utbredningsområde är Taiwan. Inga underarter finns listade i Catalogue of Life.